# 阿优系列
《阿优》（又称《阿U》）是中国大陆的一个动画及教育品牌，由阿优文化开发，并推出同名动画、漫画及其他衍生产品。
2011年，系列首部漫画作品发布，受到广大读者喜爱。2012年，由漫画改编的同名动画开播，并长期受到少年儿童欢迎。

## 漫画

### 发行
2011年，首套《阿U》漫画由浙江少年儿童出版社出版发行。2015年初，往期漫画作品开始在阿优文化之官方微信公众号发表。
截至2013年，漫画作品发行量已达100万册。

### 故事介绍
漫画版主要介绍的是来自嘻哈中学的学生阿U与他的伙伴们在校园中的日常。书中以阿U为主人公，讲述了他和同学、老师、家长之间发生的一桩桩趣事，展示了幽默搞笑的校园生活。漫画中出场的角色如下：
- 阿U：主角，生日6月6日（一说9月8日），爱吃烤地瓜，性格活泼，乐于助人，总有好奇心，讨厌唠叨人，虽说他有的时候会给身边的人带来麻烦。并且有的时候，他会和其他人遭遇一些奇奇怪怪的事情；
- 胖仔：阿U的同桌，贪吃；
- 男人婆：新转来的女生，阿美的死党、跟班。外形酷似男生，爱好功夫；
- 阿美：班长，老师喜欢的好学生，喜欢看书，打小报告，照镜子；
- 甲老师：阿U所在班级的班主任兼各科任课老师；
- 小白：阿U家的宠物；
- 其他角色，如阿U的父母等。[6]

## 动画系列

### 首播
2012年8月22日，第一季《阿U》动画在中国中央电视台综合频道《第一动画乐园》节目首播，随后也在各大视频网站以及全国各省市级电视台陆续播映。
2015年5月4日，《阿U》动画系列在印度ZeeQ频道开播，首播时间为周一至周四早10:30。

### 校园日常时期（第1~4季）
前四季的《阿U》动画系列均为根据漫画系列改编而来，内容和出场角色基本相似。具体四部作品名称如下：
- 《阿U》（2012年）
- 《阿U之开心童年》（2012年）
- 《阿U之爆笑校园》（2013年）
- 《阿U之为成长加优》（2013年）

### 《阿U之神奇萝卜》系列（第5~7季）
2014年10月26日，《阿U》动画第三至五季开始在中国中央电视台少儿频道播出，其中第五季《阿U之神奇萝卜》系首播，该部作品是《阿U》动画自开播以来的第一个新系列。该系列主要围绕阿U和他的伙伴在一个神奇的岛——萝卜岛上发生的奇妙生活展开。他们向农学博士许下承诺，保护这颗大萝卜的安全生长。而他们的对手是怀着不同理想的三只兔子——渴望成为月兔厨师的兔菲、渴望环游世界的跳跳以及渴望吃美味萝卜的甩耳。
相比前四季，第五季之后的《阿U》动画新增了以下角色：
- 兔菲：三只兔子的首领，成熟稳重；
- 跳跳：兔菲的跟班，性格活泼；
- 甩耳：被兔菲和跳跳收留的流浪兔子，性格懒散；
- 农学博士：甲老师的导师；
- 小叶：博士的助手。

整个《阿U之神奇萝卜》系列共分三部：
- 第五季：开播于2014年，系列首部作品，引入了三只兔子等角色以及新的场景——萝卜岛；
- 第六季（《阿U之神奇萝卜2》）：开播于2015年，动画场景首次采用三维建模，是该系列第二部作品。
- 第七季（《阿U之神奇萝卜3》）：2015年制作完成，开播于2016年，与第八季一同在金鹰卡通卫视首播。

### 转型发展时期（第8季至今）
2015年之后，《阿U》动画制作方开始转型进入智能教育产品行业，其动画作品也受此影响。

#### 《阿U之兔智来了》系列
2016年6月27日，《阿U》动画系列第七、八季在金鹰卡通卫视首播，其中第八季为新系列《阿U之兔智来了》的第一部作品。该系列延续《阿U之神奇萝卜》系列的剧情故事，并将阿优文化开发的智能产品“阿U兔智”引入到动画剧情中。
2017年2月6日，该系列第二部作品《阿U之兔智来了2》（《阿U》第九季）在金鹰卡通卫视首播。

#### 《阿U之神奇幻镜》
2017年，《阿U》动画系列第十季《阿优之神奇幻镜》开播，这部作品也是《阿U》动画系列最后一部以漫画版风格创作的作品。
该部作品将阿优文化开发的产品“阿U幻镜”作为指引阿U等人取得超级萝卜的工具，引入到动画当中。

#### 《阿U学科学》
2015年，阿优文化与中国科协联合拍摄了科普题材动画系列《科普中国之阿U学科学》。该动画由科学普及出版社出版的《小学生科学素质读本》改编而成。

#### 《阿U的烦恼》系列及《阿U的日常》
从第10季之后的《阿U》动画转为仅面向幼龄儿童的动画作品，且不再标注季数。
2018年，阿优文化推出以儿童心理问题为题材的动画《阿U的烦恼》，同年2月26日在卡酷少儿卫视首播，2019年推出第二季，同年11月27日在马来西亚Astro小太阳频道首播；2020年推出以小学生活为题材的5集动画短片系列《阿U的日常》。此后再未推出新系列。
这几部作品的风格相比以往作品存在低龄化的特点。另外角色姓名也有一系列改变，如“胖仔”改名为“庞冬冬”、“男人婆”改名为“兰银波”等。

### 其他作品
阿优文化还以阿U为主要角色创作了以下动画衍生作品：
- 《阿U之梦想系列》：2015年推出，系40集动画短片系列；
- 《阿U学堂之中华诗词篇》：2021年推出；
- 《阿优讲故事：漫说中华密码》：2022年推出；
- 《科学家故事：呦呦有蒿》：2022年推出，改编自《阿U漫说诺贝尔获奖者故事：屠呦呦与青蒿素》一书；
- 《天眼之父南仁东》[18]：2022年推出，改编自陈言原著的漫画书《人民科学家：南仁东与中国天眼》。